# Mariela
Mariela je žensko osebno ime.

## Izvor imena
Ime Mariela je različica ženskaga osebnega imena Marija 

## Pogostost imena
Po podatkih Statističnega urada Republike Slovenije je bilo na dan 31. decembra 2007 v Sloveniji število ženskih oseb z imenom Mariela: 5.

## Osebni praznik
Osebe z imenom Mariela lahko godujejo takrat kot osebe z imenom Marija.